# Los Gigantes, Spanien
Los Gigantes är en ort i Spanien.   Den ligger i provinsen Provincia de Santa Cruz de Tenerife och regionen Kanarieöarna, i den sydvästra delen av landet, 1 800 km sydväst om huvudstaden Madrid. Los Gigantes ligger 20 meter över havet och antalet invånare är 2 721. Den ligger på ön Teneriffa.
Terrängen runt Los Gigantes är varierad. Havet är nära Los Gigantes åt sydväst. Runt Los Gigantes är det ganska tätbefolkat, med 185 invånare per kvadratkilometer. Närmaste större samhälle är Adeje, 17,5 km sydost om Los Gigantes. Omgivningarna runt Los Gigantes är i huvudsak ett öppet busklandskap.